# Kommunikationsforum
Kommunikationsforum, også kaldet K-forum er et dansk online fagmagasin og debatforum for folk med interesse for kommunikation.
Kommunikationsforum blev etableret i 1999. Bag etableringen og driften stod reklamebureauet Advice ledelses- og kommunikationsrådgivning A/S, og Advice Analyse. En stor del af redaktionen bestod af medarbejdere fra Advice-virksomheder. Websitet var redigeret af webmaster Pernille Anker Sørensen og den ledende redaktør var Kristian Mørk. Henrik Dahl var den eneste skribent som havde sit egen "hjørne" - Dahls hjørne - på mediet.
Mediet er siden vokset til et medie og forum for debat, viden, netværk og jobformidling. Den årlige omsætning var i 2021 på 12 mio. I 2022 meddelte mediekoncernen JP/Politikens Hus A/S, at dens mediehus Watch Medier overtog alle aktier i virksomheden med henblik på at styrke Kommunikationsforum som publicistisk medie.